# Cleveland Cavaliers 1995-1996
La stagione 1995-96 dei Cleveland Cavaliers fu la 26ª nella NBA per la franchigia.
I Cleveland Cavaliers arrivarono terzi nella Central Division della Eastern Conference con un record di 47-35. Nei play-off persero al primo turno con i New York Knicks (3-0).

## Roster
| N° | Naz.                   | Ruolo | Sportivo        | Anno | Alt. | Peso |
| -- | ---------------------- | ----- | --------------- | ---- | ---- | ---- |
| 1  | Stati Uniti (bandiera) | G     | Terrell Brandon | 1970 | 180  | 82   |
| 3  | Stati Uniti (bandiera) | G     | Bob Sura        | 1973 | 196  | 91   |
| 4  | Stati Uniti (bandiera) | G     | Harold Miner    | 1971 | 196  | 95   |
| 9  | Stati Uniti (bandiera) | GA    | Dan Majerle     | 1965 | 198  | 98   |
| 11 | Stati Uniti (bandiera) | G     | John Crotty     | 1969 | 185  | 84   |
| 13 | Regno Unito (bandiera) | AC    | John Amaechi    | 1970 | 208  | 122  |
| 14 | Stati Uniti (bandiera) | G     | Bobby Phills    | 1969 | 196  | 95   |
| 21 | Stati Uniti (bandiera) | GA    | Antonio Lang    | 1972 | 203  | 93   |
| 24 | Stati Uniti (bandiera) | A     | Chris Mills     | 1970 | 198  | 98   |
| 30 | Stati Uniti (bandiera) | G     | Darryl Johnson  | 1965 | 185  | 77   |
| 32 | Stati Uniti (bandiera) | A     | Tyrone Hill     | 1968 | 206  | 109  |
| 33 | Stati Uniti (bandiera) | A     | Donny Marshall  | 1972 | 201  | 104  |
| 35 | Stati Uniti (bandiera) | A     | Danny Ferry     | 1966 | 208  | 104  |
| 40 | Stati Uniti (bandiera) | A     | Joe Courtney    | 1969 | 203  | 107  |
| 44 | Stati Uniti (bandiera) | AC    | Michael Cage    | 1962 | 206  | 102  |

## Staff tecnico
- Allenatore: Mike Fratello
- Vice-allenatori: Ron Rothstein, Sidney Lowe, Jim Boylan